# Parafia cywilno-wojskowa Matki Odkupiciela w Gdańsku
Parafia cywilno-wojskowa Matki Odkupiciela w Gdańsku Wrzeszczu – cywilno-wojskowa parafia rzymskokatolicka usytuowana w Gdańsku.

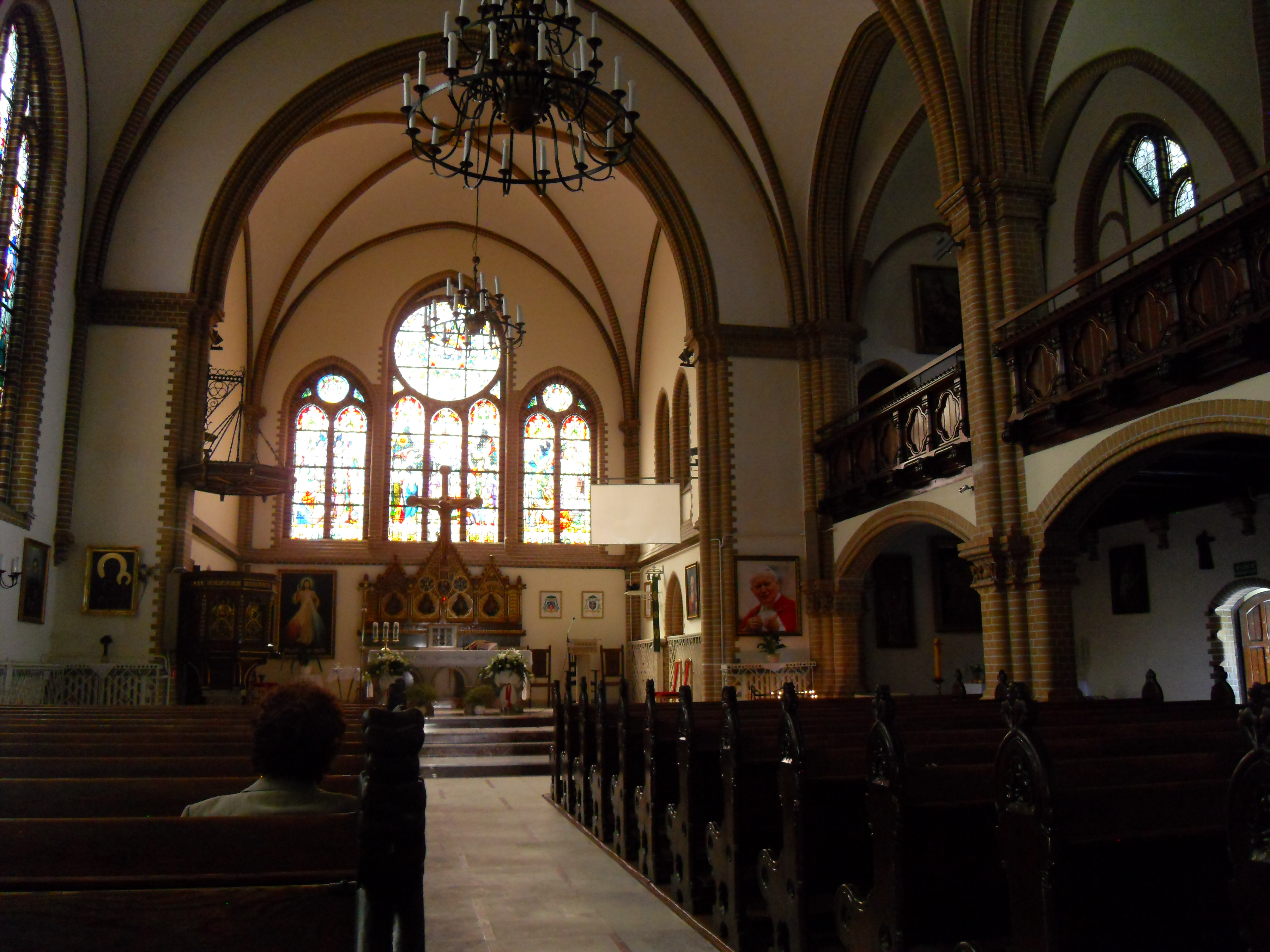
Wnętrze kościoła

Należy do dekanatu Gdańsk-Wrzeszcz w archidiecezji gdańskiej oraz do dekanatu Inspektoratu Wsparcia Sił Zbrojnych Ordynariatu Polowego Wojska Polskiego.
Obecny kościół został poświęcony 6 października 1899 roku. Parafia została erygowana w lipcu 2009. Obecnym proboszczem parafii jest ks. ppłk Sławomir Pałka (od lipca 2013), który został przeniesiony z parafii wojskowej pw. św. Augustyna w Złocieńcu.
Do końca 2012 roku parafia należała do Dekanatu Marynarki Wojennej. Obecnie od 2013 roku na skutek reformy w Ordynariacie Polowym parafia przeszła do Dekanatu Inspektoratu Wsparcia Sił Zbrojnych.
Pod koniec XIX w. z macierzystej parafii ewangelicko-augsburskiej Bożego Ciała w Gdańsku uzyskano działkę na budowę kościoła. Do 1945 roku świątynia przy obecnej ul. Słowackiego służyła niemieckiemu garnizonowi, a przed I wojną światową dla pułku elitarnej cesarskiej kawalerii pruskiej.
Świątynię zaprojektował meklemburski architekt Moeckel. Kościół ten jako jeden z niewielu gdańskich kościołów „przeżył” działania wojenne. Po wojnie świątynia została przekazana Wojsku Polskiemu. W wyniku przemian 1989 roku biskup polowy w roku 1991 ustanowił parafię wojskową pw. św. Apostołów Piotra i Pawła, a 30 czerwca 2009 roku powstała parafia Wojskowo – Cywilna pw. Matki Odkupiciela wydzielona z parafii Najświętszego Serca Jezusowego w Gdańsku Wrzeszczu. Pierwszym proboszczem parafii Wojskowo-Cywilnej przy kościele garnizonowym został ks. ppłk Krzysztof Karpiński (do 2010). Obecnie proboszczem (od 2019) jest ks. prał. ppłk Wiesław Okoń.